# Mascarenhas (Mirandela)
Mascarenhas is een plaats (freguesia) in de Portugese gemeente Mirandela en telt 670 inwoners (2001).